# ISO 3166-2:SJ
ISO 3166-2:SJ — стандарт Международной организации по стандартизации, который определяет геокоды. Является подмножеством стандарта ISO 3166-2, относящимся к Шпицбергену и Ян-Майену. Стандарт охватывает острова Шпицберген и Ян-Майен. Геокод состоит из: кода Alpha2 по стандарту ISO 3166-1 для Шпицбергена и Ян-Майена — SJ. Одновременно Шпицбергену и Ян-Майену присвоен геокод второго уровня — NO-21 и NO-22 как владениям Норвегии. Геокоды являются подмножеством кода домена верхнего уровня — SJ, присвоенного Шпицбергену и Ян-Майену в соответствии со стандартами ISO 3166-1.

## Геокоды Шпицбергена и Ян-Майена
| Название                         | Alpha1 | Alpha2 | цифровой | Геокод по ISO 3166-2 | Статус   |
| -------------------------------- | ------ | ------ | -------- | -------------------- | -------- |
| Шпицберген и Ян-Майен Шпицберген | SJ     | SJM    | 744      | NO-21                | владение |
| Шпицберген и Ян-Майен Ян-Майен   | SJ     | SJM    | 744      | NO-22                | владение |

## Геокоды пограничных Шпицбергену и Ян-Майену государств
- Россия — ISO 3166-2:RU (на юге, на юго-востоке (морская граница)),
- Норвегия — ISO 3166-2:NO (на юге (морская граница)).